# Américo
Américo (* 24. prosince 1977, Arica, Chile, rodným jménem Domingo Johnny Vega Urzúa), je chilský zpěvák.

## Diskografie
- 1988: La plegaria de un niño
- 1994: Tropicalmente
- 2004: Por una mujer
- 2008: Así es
- 2008: A morir
- 2010: Yo soy